# Régiment Royal-Bourgogne cavalerie
Pour les articles homonymes, voir régiment de Bourgogne et régiment de Bretagne.
Le régiment Royal-Bourgogne cavalerie est un régiment de cavalerie du royaume de France, puis de la République française et du Premier Empire, créé en 1665.

## Création et différentes dénominations
- 7 décembre 1665 : création du régiment de Paulmy cavalerie
- 9 août 1671 : renommé régiment de Dauger cavalerie
- 19 février 1684 : renommé régiment de La Roche-sur-Yon cavalerie
- 5 juin 1685 : cassé, puis rétabli le même jour sous le nom de régiment de Bourgogne cavalerie
- 8 juin 1711 : renommé régiment de Bretagne cavalerie
- 15 septembre 1751 : renommé régiment de Bourgogne cavalerie
- 1er décembre 1761 : renforcé par incorporation du régiment d’Espinchal cavalerie[1]
- 17 mars 1788 : renommé régiment Royal-Bourgogne cavalerie
- 1er janvier 1791 : renommé 17e régiment de cavalerie
- début 1792 : renommé 16e régiment de cavalerie[note 1]
- 24 septembre 1803 : transformé en régiment de dragons, le 25e régiment de dragons
- 11 mai 1814 : licencié

## Équipement

### Étendards
6 étendards « de ſoye bleue, & un Phénix ſur un bucher, ſemez de fleurs de lys d’or, & ces mots In regnum & pugnax, trophées aux coins, brodez & frangez d’or ».

Étendard
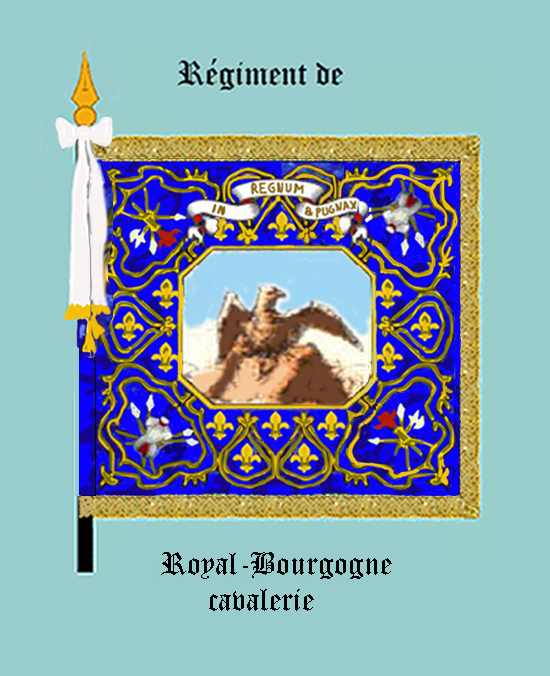
régiment de Bourgogne cavalerie, avers

### Habillement

Uniformes
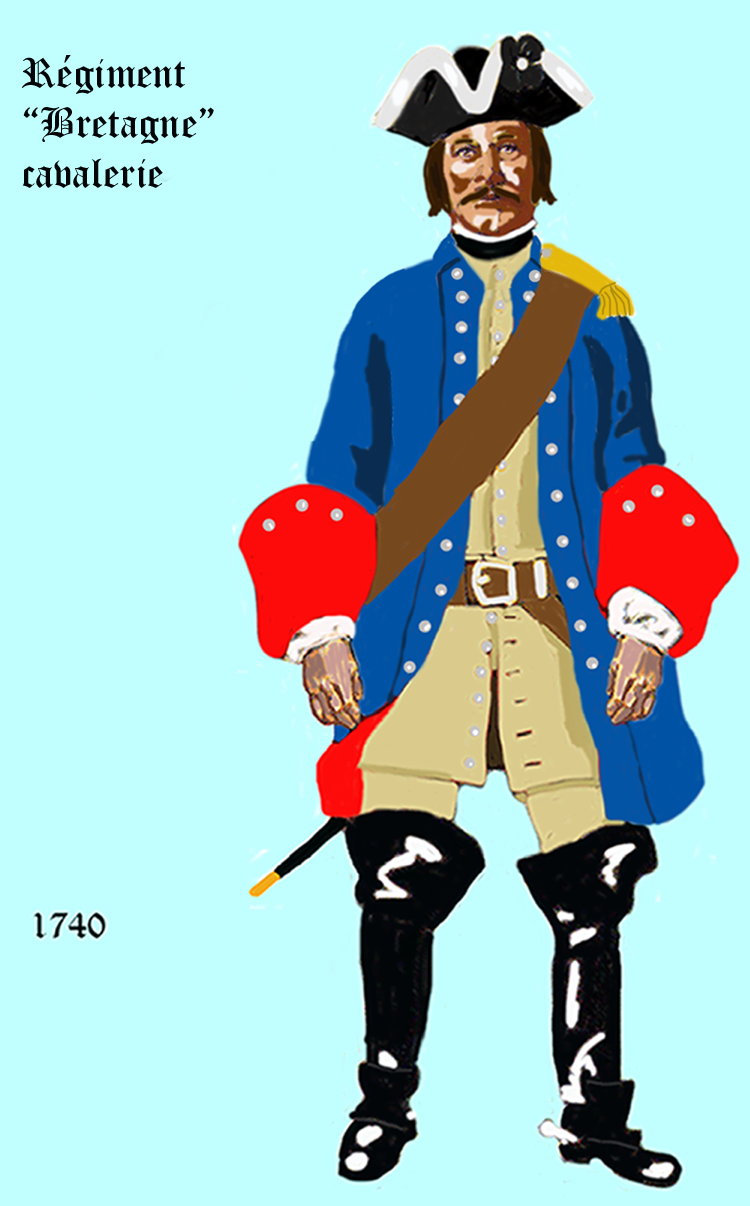
de 1740 à 1757

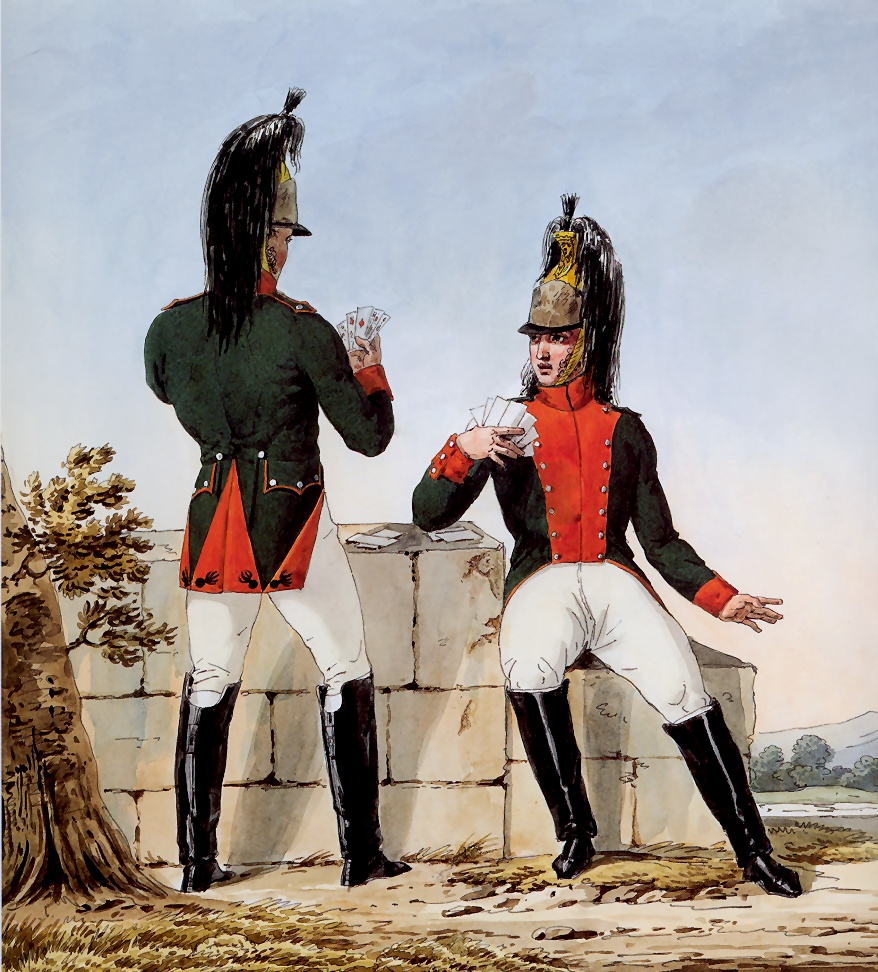
Dragons du, illustration de La Grande Armée de 1812, de Carle Vernet.

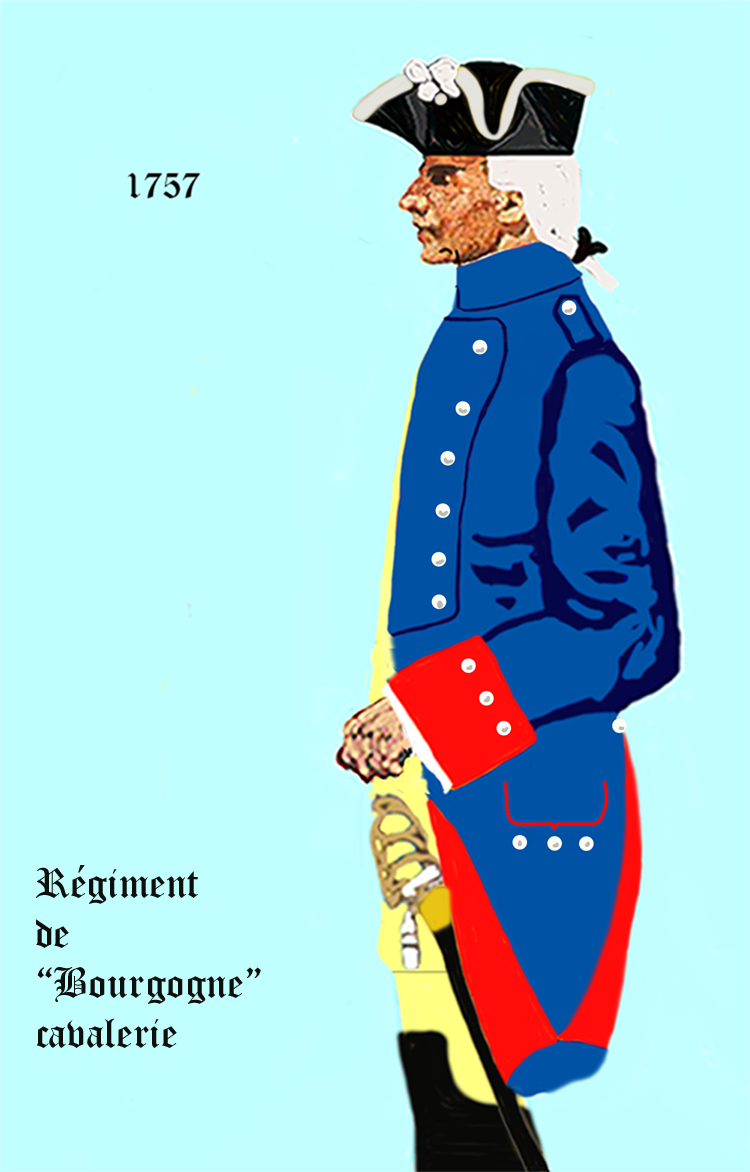
régiment de Bourgogne cavalerie de 1757 à 1762
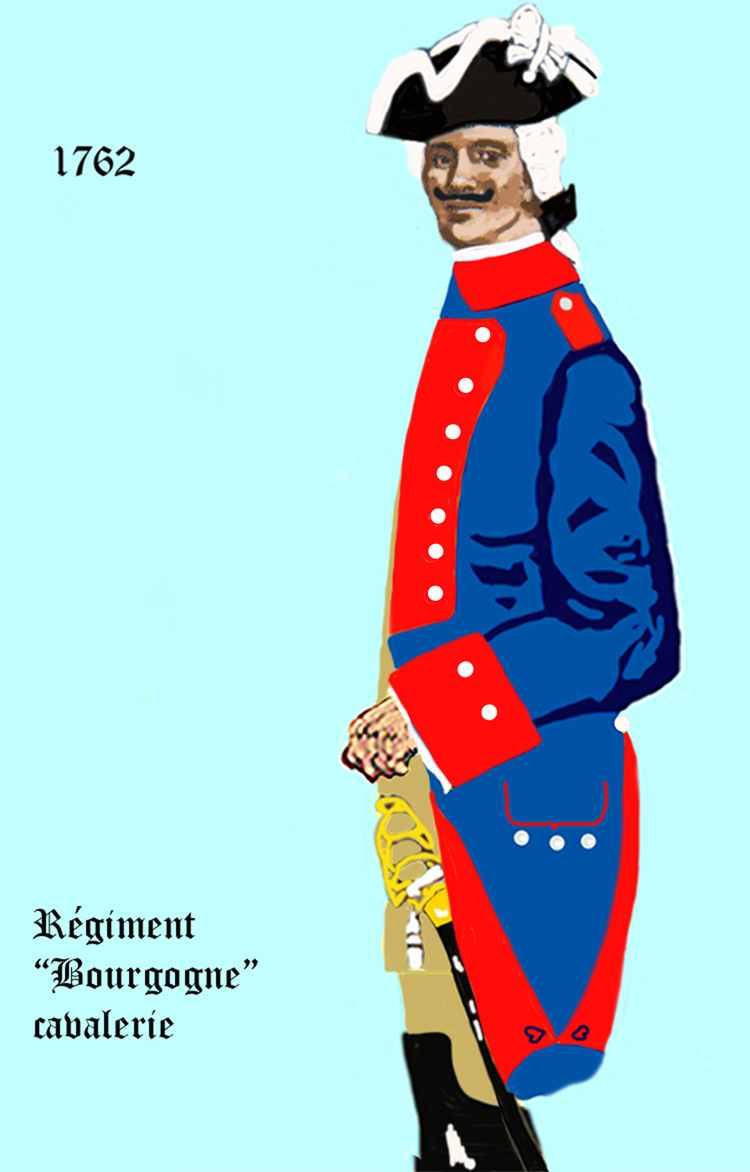
régiment de Bourgogne cavalerie de 1762 à 1767
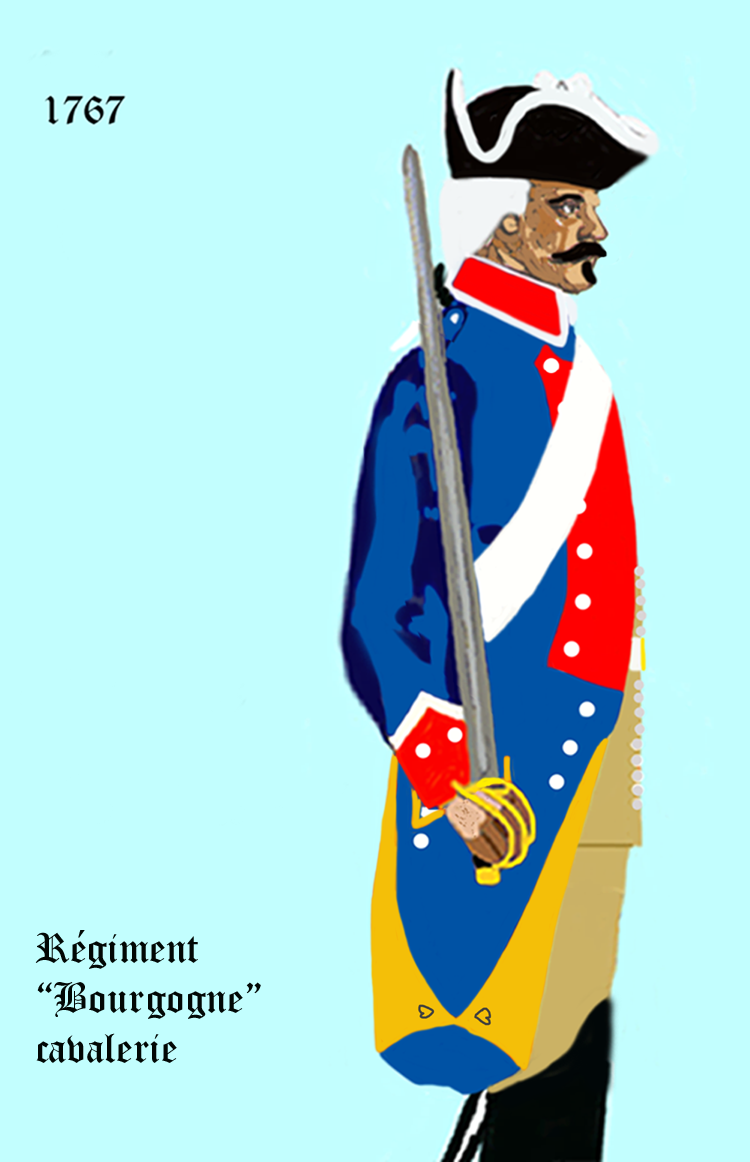
régiment de Bourgogne cavalerie de 1767 à 1776

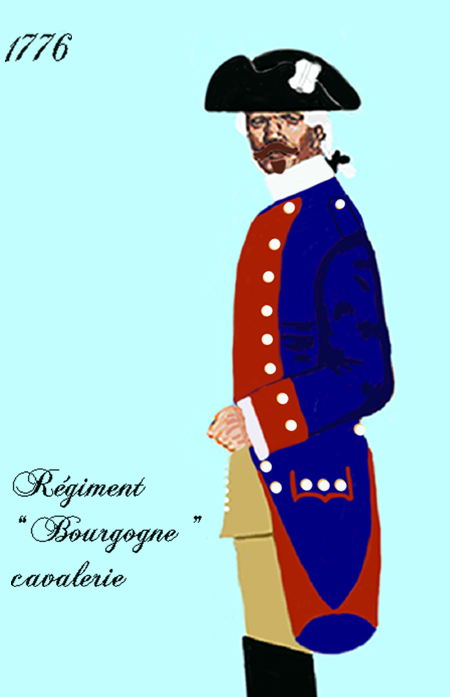
régiment de Bourgogne cavalerie de 1776 à 1779
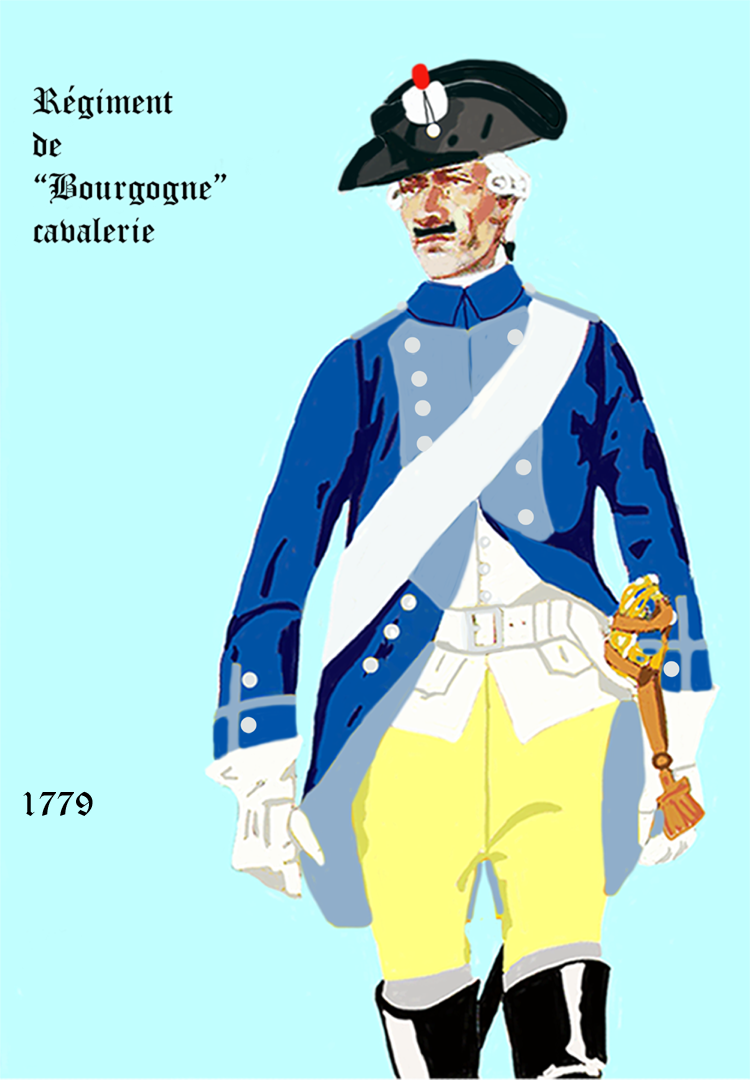
régiment de Bourgogne cavalerie de 1779 à 1786
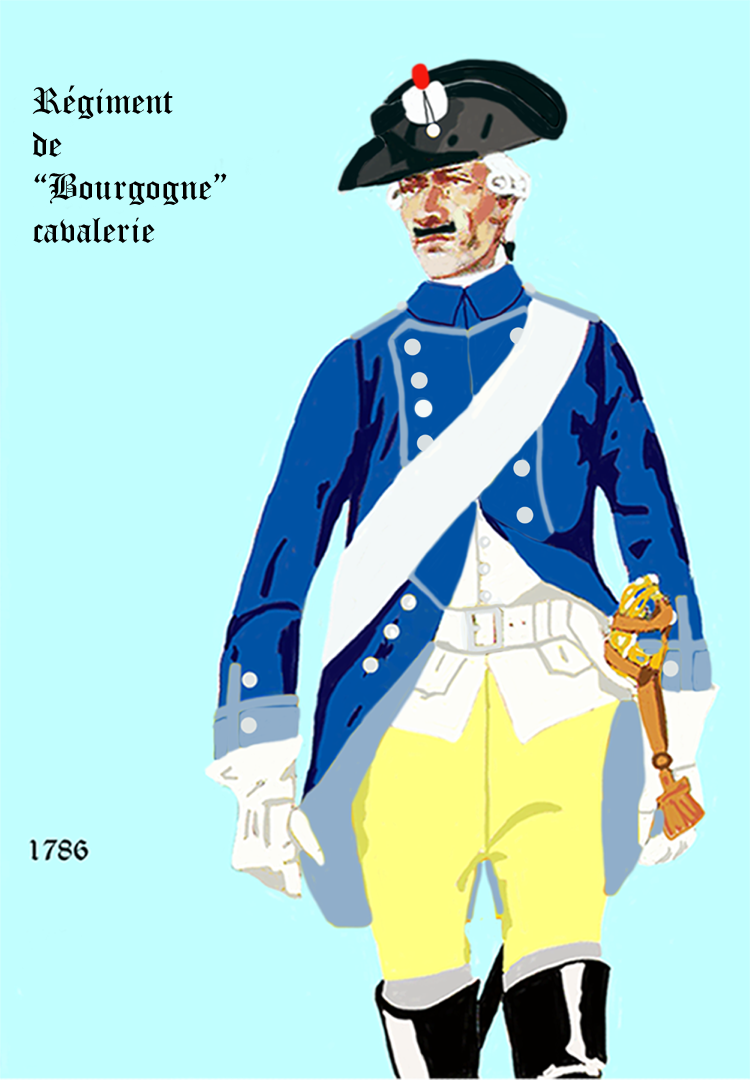
de 1786 à 1791
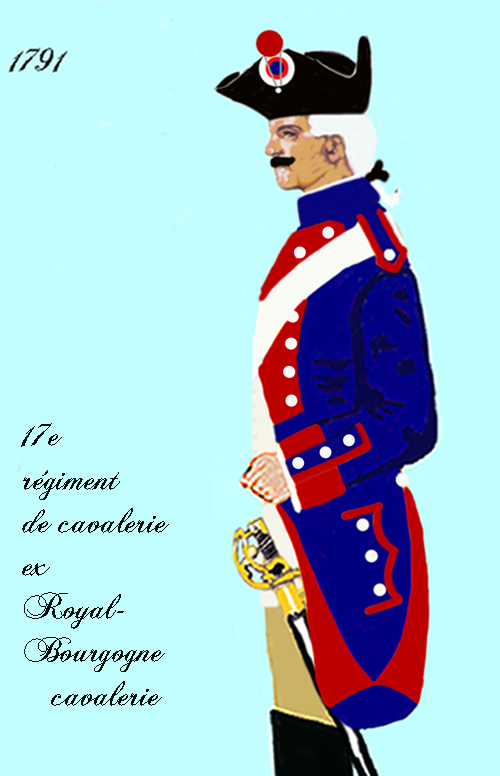
17e régiment de cavalerie de 1791 à 1792, puis 16e régiment de cavalerie

## Historique

### Colonels et mestres de camp
Colonels propriétaires
- 7 décembre 1665 : N., marquis de Paulmy
- 9 août 1671 : Guy Aldonse Dauger, maréchal de camp le 29 juillet 1683, lieutenant général le 24 août 1688, † 19 septembre 1691
- 19 février 1684 : François Louis de Bourbon, comte de La Marche puis comte de Clermont puis prince de La Roche-sur-Yon puis prince de Conti, 2 avril 1690, lieutenant général des armées du roi le 3 mai 1692, † 22 février 1709
- 5 juin 1685 : Louis de France, duc de Bourgogne puis dauphin le 14 avril 1711, général des troupes assemblées au camp de Coudun le 13 août 1698, † 18 février 1712

Mestres de camp et colonels
- 1684 : N., comte d’Houdetot
- 5 juin 1685 : N. de Grosmesnil
- 24 février 1692 : Antoine Joseph Arnauld, chevalier de Pomponne
- 15 novembre 1693 : François de Granges de Surgères, marquis de Puyguyon
- 27 février 1704 : Paul François de Béthune-Charost, marquis d’Ancenis puis duc de Béthune, brigadier le 29 mars 1710, lieutenant général des armées du roi le 1er août 1734, † 11 février 1759
- 4 décembre 1715 : N., comte de Brassac
- 12 août 1717 : Michel de Forbin, marquis de Janson, brigadier le 20 février 1734, maréchal de camp le 1er mars 1738
- 16 avril 1738 : N., comte de Gassion
- 29 août 1741 : Charles Léonard de Baylens, marquis de Poyanne
- janvier 1748 : N., comte d’Helmstadt
- 10 février 1759 : Louis Hercule Timoléon de Cossé, marquis de Brissac
- 26 octobre 1771 : René Ange Augustin, marquis de Maupeou
- 10 mars 1788 : Érasme Gaspard, marquis de Contades, † 9 novembre 1834
- 12 mai 1789 : François Étienne Le Duchat de Réderquin, comte de Rurange

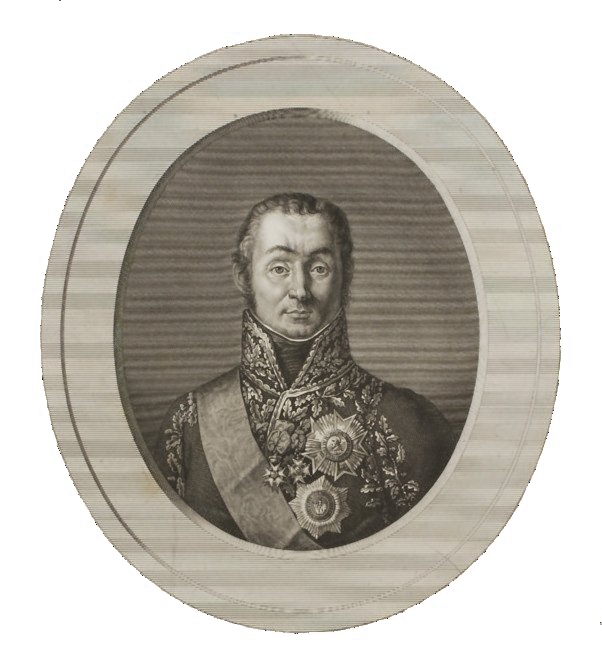
Portrait de Nicolas Charles Oudinot.

- 25 juillet 1791 : Jean François Pierre Brunville
- 5 février 1792 : Louis René Le Mouton de Boisdeffre, † 26 mai 1814
- 29 juin 1792 : Nicolas Cugnot d’Aubigny, † 1er novembre 1821
- 12 février 1794 : Jean Olivier Gaudin, † 26 décembre 1830
- 10 juin 1796 : chef de brigade Archange Louis Rioult-Davenay (*)
- 12 septembre 1797 : Michel Blancheville
- 23 décembre 1801 : Antoine Rigau, † 4 septembre 1820
- 12 janvier 1807 : Antoine Philippe, comte Ornano, maréchal de France  en 1861, † 13 octobre 1863
- 23 août 1811 : N. Leclerc
- 29 mars 1813 : Auguste Jean Louis Antoine, chevalier Montigny
- 31 janvier 1814 : N. Canavas de Saint-Amand
- 27 avril 1814 : Nicolas Charles Victor, comte Oudinot, maréchal d’Empire en 1809, † 13 septembre 1847

### Campagnes et batailles
- Guerre de la Ligue d'Augsbourg :
  - 1693 : bataille de Neerwinden
  - 1693 : siège de Charleroi[3]
- Guerre de Succession d'Espagne :
  - 1703 : siège de Vieux-Brisach
  - 15 novembre 1703 : bataille de Spire ; son chef, le marquis de Puiguyon, est gravement blessé
  - 1703 : bataille de Höchstädt[4]
  - 1707 : assaut des lignes de Stollhofen
  - 1708 : bataille d'Audenarde[5]
  - 1708 : siège de Lille ; le 28 septembre, une troupe de cavalerie française comprenant une partie du régiment parvient à entrer par ruse dans la ville assiégée avec des fusils et des munitions, ce qui prolonge sa résistance d'un mois[6]
- Guerre de Succession de Pologne :
  - 1735 : bataille de Clausen[7]
- Guerre de Succession d'Autriche :
  - 1743 : prise de Schmidmühlen[8]
  - 1743 : ravitaillement d'Egra[9]
  - 1744 : bataille de Wissembourg[10]
  - 1744 : bataille d'Auenheim[11]
  - 1744 : siège de Fribourg[12]
  - 1746 : siège de Charleroi[13]
  - 1746 : bataille de Rocourt[14]
  - 1746 : bataille de Lauffeld[15]
  - 1747 : sièges de Berg-op-Zoom[16]
  - 1748 : siège de Maastricht[17]
- Guerre de Sept Ans :
  - 1757 : bataille de Hastenbeck[18]
  - 1758 : bataille de Krefeld[19]
  - 1759 : bataille de Minden[20]
  - 1760 : bataille de Corbach[21]
  - 1760 : bataille de Warburg[22]
- Guerres de la Révolution et de l'Empire

Le 16e régiment de cavalerie a fait les campagnes de 1792 à 1794 à l’armée du Nord. Ce corps figura honorablement à la bataille de Neeerwinden, le 18 mars 1793. Campagnes de l’an VII à l’an IX à l'armée du Rhin.
Le 25e régiment de dragons a fait les campagnes de l’an XIV au 3e corps de cavalerie de la Grande Armée ; 1806 au 1er corps de réserve de cavalerie ; 1807 au corps de réserve de cavalerie ; 1808 à l’armée d’Espagne ; 1809 aux armées d’Espagne et d’Allemagne ; 1810 aux armées d’Espagne et de Portugal ; 1811 et 1812 à l’armée de Portugal ; 1813 à l’armée de Portugal et au corps d’observation de Bavière ; 1814 au 5e corps de cavalerie.

### Quartiers
- Langres[2]

## Mémoire et traditions

### Personnalités ayant servi au régiment
- Pierre Augereau, engagé volontaire au régiment de Bourgogne cavalerie vers 1775